# Herbert Silfvenius
Karl Herbert Johannes Silfvenius (* 16. März 1931 in Borgå, Finnland) ist ein finnischer Physiologe und Neurochirurg mit besonderer Epilepsie-Expertise.

## Leben
Nach dem Medizinstudium in Helsinki bis 1959 begann Silfvenius seine Facharztweiterbildung von 1960 bis 1962 an der Universität Lund in Schweden und setzte sie von 1962 bis 1964 mit dem Schwerpunkt Epilepsiechirurgie am Montreal Neurological Institute (MNI) in Montreal, Kanada, fort. Dort arbeitete er u. a. mit Pierre Gloor und Theodore Rasmussen zusammen. 1964 kehrte er nach Lund zurück. Von 1966 bis 1969 war er am Department of Physiology der Universität Göteborg in Schweden. 1969 wechselte er an die Universität Umeå in Schweden, wo er sich 1972 habilitierte und eine Dozentur für Physiologie erhielt.
1975 schloss Silfvenius seine Facharztweiterbildung für Neurochirurgie ab, ab 1977 war er an der Neurochirurgischen Klinik der Universität Umeå, ab 1982 als Dozent für Neurochirurgie und ab 1984 als Professor und bis 1986 Direktor der Neurochirurgischen Klinik mit Aufbau eines epilepsiechirurgischen Programms. Inzwischen ist er Professor Emeritus.

## Werk
Silfvenius war u. a. von 1989 bis 1993 Ko-Vorsitzender der Commission on Neurosurgery der Internationalen Liga gegen Epilepsie (ILAE).

## Auszeichnungen
- 1986: Korrespondierendes Mitglied der Deutschen Sektion der Internationalen Liga gegen Epilepsie (seit 2004: Deutsche Gesellschaft für Epileptologie)